# Sant Serni de Bellfort
Sant Serni de Bellfort és una església del municipi de la Baronia de Rialb (Noguera) que forma part de l'Inventari del Patrimoni Arquitectònic de Catalunya.

## Descripció
És una església d'una nau amb porta romànica tapiada a migjorn per un contrafort dels dos que reforcen el mur lateral. L'absis disposa de cinc arcuacions amb quatre lesenes té tres finestres romàniques de doble esqueixada. El mur de ponent es va reformar amb una porta de mig punt amb grans dovelles sobre una imposta. Un senzill badiu rodó il·lumina el cor, al damunt una espadanya barroca té dues obertures sense campanes, rematada per una posterior creu de ferro. La coberta de lloses de pedra va ésser aixecada amb teula àrab sobre l'absis.

## Història
El segle xi es consuma la construcció de les esglésies romàniques de la Baronia de Rialb. El lloc era propietat de la casa hospitalera de Sant Salvador d'Isot, unida des del 1231 a les comandes de Berga i de Costoja i més tard a les comandes de Susterris del Pallars Jussà. Va pertànyer a l'orde hospitaler fins a la desamortització.